# 歌川重清
歌川 重清（うたがわ しげきよ、生没年不詳）とは、江戸時代から明治時代にかけての浮世絵師。

## 来歴
歌川広重の門人。本姓は野沢、名は定吉。一栄斎、栄斎、楽斎と号す。作画期は安政から明治の頃にかけて、幕末期の作品は少ないが主として花鳥画、武者絵を描いた。一時期作画を中断していたが、明治15年（1882年）から本名の野沢定吉の名で三代目広重の影響を受けた開化絵を描いており、明治20年（1887年）頃まで活動している。半切横2枚つなぎの細長い画面に外国人風俗を描いた横浜絵「横浜往来」には特色がある。

## 作品
- 「東京浅草金龍山並鉄道馬車繁栄之図」　大判錦絵3枚続　江戸東京博物館所蔵　※明治15年
- 「東京銀座通電気灯建設之図」　大判錦絵3枚続　早稲田大学図書館所蔵　※明治16年
- 「従東京上野至武州熊ケ谷蒸気車往復繁栄之図」　大判錦絵3枚続　静岡県立中央図書館所蔵　※明治18年 三浦武明版
- 「東京浅草観世音並ニ公園地煉瓦屋新築繁盛新地遠景之圖」　大判錦絵　江戸東京博物館所蔵　※明治19年
- 「書画五拾三駅　江尻三保の松　羽衣ノ古筆」　大判錦絵揃物の内　国立国会図書館所蔵　※歌川芳晴との合作